# Hans Nüchtern

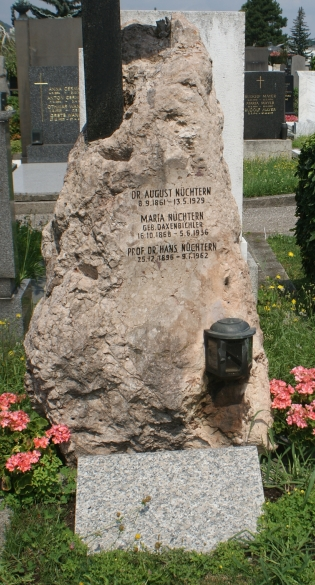
Grabstätte von Hans Nüchtern

Hans Nüchtern, Pseudonym Hans Bichler, (* 25. Dezember 1896 in Wien, Österreich-Ungarn; † 9. Jänner 1962 ebenda) war ein österreichischer Schriftsteller, Regisseur, Professor am Reinhardt-Seminar und Leiter der Literaturabteilung der Radio Verkehrs AG (RAVAG).

## Leben und Wirken
Nüchtern gilt in künstlerischen und regietechnischen Belangen als Pionier des österreichischen Radiowesens. Er war ab 1924 (unterbrochen durch die Suspendierung durch das NS-Regime während der Kriegsjahre) als Leiter der Literaturabteilung vor allem für die literarischen Programme zuständig und gestaltete die Radiobühne, aus der sich die eigenständige Literaturgattung des Hörspiels als Mischung von dramaturgischen, epischen und lyrischen Elementen entwickelte, das durch Sprache, Ton, Geräusche und Musik realisiert wurde. Sein Nachlass befindet sich im Österreichischen Theatermuseum. Er war Mitglied der Innviertler Künstlergilde.
Hans Nüchtern war mit der Schauspielerin und Radiosprecherin Dora Miklosich verheiratet. Er wurde am Döblinger Friedhof (Gruppe 32, Reihe 1, Grab 6) bestattet.

## Werke (Auswahl)
Seine zahlreichen Werke wurden sowohl vor als auch nach dem Krieg publiziert:
- Wie mir´s tönt von ungefähr (Wien, 1918)
- Die letzte Insel (Wien, 1919)
- Der Hass gegen die Stadt (Berlin, 1921)
- Das unnennbare Licht (Wien, 1921)
- Der große Friede (Wien, 1922)
- Roman einer Nacht (Wien, 1924)
- Der stumme Kampf (Wien, 1924)
- Gesang vom See (Wien, 1932)
- Buch der Brüder von Sankt Johann (Berlin, 1934)
- Perchtoldsdorfer Frühling (Berlin, 1934)
- Nur ein Schauspieler (Berlin, 1935)
- Die wilde Chronik (Berlin, 1936)
- Das Spiel von den Rittern und der Jungfrau (Wien, 1936)
- Die Beiden im Herbst (Berlin, 1937)
- Passion der Stille (Graz, 1946)
- Die Apostel (Wien, 1946)
- Verwirrung um Inge (Graz, 1947)
- Hornwerk und Glockenspiel (Wien, 1947)
- Die ewige Melodie (Wien, 1947)
- Der dunkle Ruf (Wien, 1947)
- Das Herz des Hidalgo (Wien, 1947)
- Zwischen den Zeiten (Wien, 1950)
- Das Herz des Hidalgo (Wien, 1950)
- Das Wunder von Mundisheim (Wien, 1952)
- Die goldene Orgel (Wien, 1955)
- Zwischen den Zeiten (Wien, 1960)
- Der steinerne Psalter (Wien, 1961)